# Areguni
Areguni (in armeno Արեգունի?, in passato Gyuney o Satanakhach) è un comune dell'Armenia di 387 abitanti (2009) della provincia di Gegharkunik.